# Spirobolus duvernoyi
Spirobolus duvernoyi är en mångfotingart som beskrevs av Karsch 1881. Spirobolus duvernoyi ingår i släktet Spirobolus och familjen Spirobolidae. Inga underarter finns listade i Catalogue of Life.